# Hans-Peter Briegel
Hans-Peter Briegel, född 11 oktober 1955, är en tysk fotbollstränare och före detta spelare (ytterback). Han blev känd som en av profilerna i Västtysklands fotbollslandslag under 1980-talet.

## Biografi
Briegel var även friidrottare och blev känd för sin fysiska spelstil och uthållighet. Bland hans meriter inom friidrotten kan noteras tyska juniormästerskap i längdhopp och tresteg. Han prövade även på tiokamp, men bara två gånger, men har ändå omnämnts som tiokampare. Briegel kom sent att satsa på fotbollen och spelade i Sportverein Rodenbach 1919 e.V. i en lägre division. Han slog sedan igenom i FC Kaiserslautern dit han flyttade 1975 och spelade med bland andra Ronnie Hellström, Roland Sandberg och senare Torbjörn Nilsson. Han togs ut till A-landslaget första gången 1979 när han debuterade mot Irland.
Briegel var en del av det nya västtyska lag som formerades efter VM i Argentina 1978 och blev europamästare 1980 efter finalsegern mot Belgien med 2–1 i Rom. Han var sedan en av de tongivande spelarna i de landslag som nådde VM-finalerna 1982 och 1986. Briegel lämnade Kaiserslautern 1984 för spel i Hellas-Verona där han överraskande blev italiensk mästare 1985. Samma år var han det första utlandsproffset att motta priset som årets spelare i Västtyskland. Han spelade sedan i Sampdoria där han blev italiensk cupmästare 1988.
Efter den aktiva karriären har Briegel verkat inom sin gamla klubb FC Kaiserslautern och arbetat som tränare, samt varit krönikör i Kicker Sportmagazin.

## Meriter
- 72 A-landskamper för Västtyskland
- VM i fotboll: 1982, 1986
  - VM-silver 1982, 1986
- EM i fotboll: 1980, 1984
  - Europamästare 1980
- Italiensk mästare 1985